# Urarina jezik
Urarina jezik (nazivan i po srodnom plemenu itucali, shimacu, simacu; ISO 639-3: ura), jezik Urarina i Itucale Indijanaca, kojim govori oko 3 000 ljudi (2002 SIL) u peruanskoj regiji Loreto uz rijeke Pucayacu, Chambira i Urituyacu. 
Urarina je izolirani jezik koji čini samostalnu porodicu simacu. U Peruu je jedan od službenih jezika. Ima nekoliko dijalekata. Piše se na latinici.

## Vanjske poveznice
- Ethnologue (14th)
- Ethnologue (15th)